# Västra Götalands län
Koordinaten: 58° 19′ N, 12° 31′ O

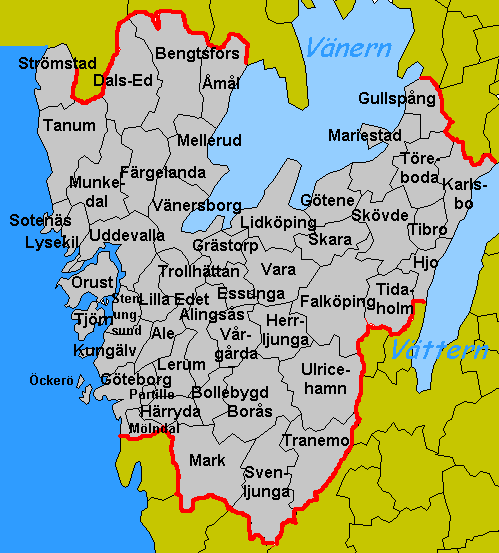
Gemeinden in Västra Götalands län

Västra Götalands län ist eine Provinz (län) im Westen Schwedens. Västra Götalands Län umfasst die historischen Provinzen Västergötland, Bohuslän und Dalsland und entstand am 1. Januar 1998 durch den Zusammenschluss von Skaraborgs län, Älvsborgs län und Göteborgs och Bohus län.
Mit knapp 1.620.000 Einwohnern ist Västra Götalands län nach Stockholms län die bevölkerungsmäßig größte Provinz. 16,9 % der schwedischen Bevölkerung leben hier. Die Fläche macht 6,4 % des schwedischen Staatsgebiets aus.
Die Residenzstadt ist Göteborg, weitere wichtige Städte sind Vänersborg, Lidköping, Borås, Uddevalla, Trollhättan, Skövde und Mariestad.

## Gemeinden und Orte

### Gemeinden
Zu Västra Götalands län gehören folgende 49 Gemeinden (schwedisch: kommuner):
| Gemeinde    | Einwohner |
| ----------- | --------- |
| Ale         | 032.576   |
| Alingsås    | 042.722   |
| Åmål        | 011.906   |
| Bengtsfors  | 009.076   |
| Bollebygd   | 009.802   |
| Borås       | 114.872   |
| Dals-Ed     | 004.606   |
| Essunga     | 005.560   |
| Falköping   | 032.806   |
| Färgelanda  | 006.376   |
| Göteborg    | 608.993   |
| Götene      | 013.286   |
| Grästorp    | 005.555   |
| Gullspång   | 005.031   |
| Härryda     | 040.003   |
| Herrljunga  | 009.497   |
| Hjo         | 009.350   |
| Karlsborg   | 007.023   |
| Kungälv     | 050.313   |
| Lerum       | 043.570   |
| Lidköping   | 040.425   |
| Lilla Edet  | 014.442   |
| Lysekil     | 013.907   |
| Mariestad   | 024.583   |
| Mark        | 035.155   |
| Mellerud    | 009.052   |
| Mölndal     | 071.420   |
| Munkedal    | 010.354   |
| Öckerö      | 012.771   |
| Orust       | 015.352   |
| Partille    | 041.060   |
| Skara       | 018.707   |
| Skövde      | 057.995   |
| Sotenäs     | 009.104   |
| Stenungsund | 027.851   |
| Strömstad   | 013.482   |
| Svenljunga  | 010.747   |
| Tanum       | 012.773   |
| Tibro       | 011.338   |
| Tidaholm    | 012.805   |
| Tjörn       | 016.092   |
| Töreboda    | 009.043   |
| Tranemo     | 011.839   |
| Trollhättan | 059.003   |
| Uddevalla   | 057.010   |
| Ulricehamn  | 024.985   |
| Vänersborg  | 040.041   |
| Vara        | 016.088   |
| Vårgårda    | 012.474   |

(Stand: 31. Dezember 2024)

### Größte Orte
- Göteborg (549.839)
- Borås (66.273)
- Trollhättan (46.457)
- Skövde (34.466)
- Uddevalla (31.212)
- Lidköping (25.644)
- Alingsås (24.482)
- Kungälv (22.768)
- Vänersborg (21.699)
- Lerum (16.855)
- Falköping (16.350)
- Mölnlycke (15.608)
- Mariestad (15.591)

(Einwohner Stand 31. Dezember 2010)